# Костас Адетокумбо
Костас Адетокумбо (грч. Κώστας Αντετοκούνμπο, енгл. Kostas Antetokounmpo; Атина, 20. новембар 1997) грчки је кошаркаш. Игра на позицијама крилног центра и центра, а тренутно наступа за Олимпијакос. Његова браћа Јанис, Танасис и Алекс такође су кошаркаши.

## Каријера
Адетокумбо је одабран на НБА драфту 2018. као 60. пик од стране Филаделфија севентисиксерса, али је одмах трејдом послат у Далас мавериксе. Потписао је двосмерни уговор са Даласом 13. јула 2018. године. Највећи део 2018/19. сезоне је провео у НБА развојној лиги, где је играо за Тексас леџендсе, док је за Далас мавериксе наступио на само две НБА утакмице. У јулу 2019. је отпуштен од стране Даласа, али је неколико дана касније потписао двосмерни уговор са Лос Анђелес лејкерсима. Углавном је играо за Саут Беј лејкерсе у развојној лиги, али је наступио и на пет утакмица за Лејкерсе, који су освојили НБА шампионат у сезони 2019/20. И сезону 2020/21. провео је у Лејкерсима. У сезони 2021/22. био је кошаркаш француског Асвела. Као играч овог клуба је дебитовао у Евролиги и освојио је француску Про А лигу. На почетку сезоне 2022/23. играо је за Винди Сити булсе, али је 19. децембра 2022. потписао за Фенербахче. У јуну 2023. потписао је за Панатинаикос.
Са репрезентацијом Грчке је играо на Европском првенству 2022. године.

## Успеси

### Клупски
- Лос Анђелес лејкерси:
  - НБА (1): 2019/20.
- Асвел:
  - Првенство Француске (1): 2021/22.
- Панатинаикос:
  - Првенство Грчке (1): 2023/24.
  - Евролига (1): 2023/24.